# Steve Souza
Steve "Zetro" Souza (Dublin, Kalifornia, 1964. május 24.) egy amerikai énekes, aki az Exodus nevű thrash metal együttes révén vált ismertté az 1980-as évek második felében. Pályafutását a Testament elődjének tekinthető Legacy zenekarban kezdte, majd 1986-ban lett az Exodus énekese. Itt a Pleasures of the Flesh albumon debütált, majd 1993-ig, az együttes feloszlásáig volt az Exodus énekese. 2002-ben Paul Baloff halála után állt ismét az Exodus frontjára, 2005-ben azonban ismét távozott, így ez idő alatt csak egy lemezen volt hallható (Tempo of the Damned). 2007-ben a Testament énekes Chuck Billyvel közösen hozta létre a Dublin Death Patrol nevű formációt, majd 2009-ben a korábbi Strapping Young Lad-tagokat felsorakoztató kanadai-amerikai metalegyüttes, a Tenet énekese lett. 2011-ben hozta létre saját, Hatriot nevű zenekarát, majd 2014-ben ismét az Exodus tagjaként lehetett hallani, a Blood In, Blood Out lemezen.

## Zenei pályafutása
Pályafutását a Testament elődjének számító Legacy frontembereként kezdte, az 1980-as évek elején. Velük egy négyszámos demót készített 1984-ben, de az első Testament-album (The Legacy, 1987) legtöbb dalának szövege és énektémája is az ő nevéhez fűződik, habár a lemezt utódja, Chuck Billy énekelte fel. 1986-ban csatlakozott az Exodushoz Paul Baloff énekes helyére, közvetlenül a második album a Pleasures of the Flesh felvételei előtt. Az anyag nagyrészt csalódást okozott a rajongóknak, az énekes elmondása szerint az album hűvösebb fogadtatása nagyrészt az ő személye ellen szólt, csak részben a lemez minősége ellen.
Véleménye szerint Paul Baloff hírneve és színpadi előadásmódja nagymértékben hozzájárult ahhoz, hogy a rajongók kétkedve fogadták az Exodus új énekeseként. Elmondása szerint „Paul teljesen megőrült a színpadon, mindig azt kiabálta, hogy „Ölj, ölj, ölj!”, és ha kiszúrt valakit, aki úgy lőtte be a séróját, mintha a Mötley Crüe-ben játszana, odaszólt, hogy dobják ki a srácot a teremből. Az volt a mondása, hogyha pózer áll melletted, üsd le nyugodtan. A rajongók imádták, Baloff testesítette meg a thrash metal zabolátlanságát és azt a vágyunkat, hogy keményebbek és őrültebbek legyünk minden más zenekarnál. Énekest cserélni egyébként is necces, mert megváltoztatja az együttes hangzását, nálunk viszont még nehezebb volt.”
Az 1989-ben megjelenő, a thrash metal klasszikusnak számító Fabulous Disaster, majd az 1990-es, vegyes fogadtatású Impact Is Imminent lemezeket követte, az együttes első koncertlemeze a Good Friendly Violent Fun. Az 1992-ben publikált Force of Habit lemezen egy dallamosabb irányba fordult a zenekar, ez az egyetlen olyan Exodus-lemez amelyet nem szeret az énekes, mert néhány dalt túlságosan kommersznek talál rajta.
A thrash metal stílusalapítói közé tartozó Exodus nem tudott olyan sikereket elérni, mint a műfaj Nagy Négyese (Metallica, Slayer, Megadeth, Anthrax), 1993-ban fel is oszlottak, Zetro pedig hivatásos ácsként kezdett el dolgozni, hogy el tudja tartani két kisgyerekét. Ugyan pár hétig próbált az Exhorder nevű thrashzenekarral, de az együttműködésből nem lett semmi.
Az Exodus 1997-ben alakult újjá, de az eredeti énekes Paul Baloff-fal, majd egy év múlva ismét feloszlottak, hogy 2001-ben újra összeálljanak a Thrash of the Titans segélykoncertre. Ezúttal is Baloff volt az énekes, de a következő év februárjában agyvérzést kapott és meghalt. Az együttes Steve "Zetro" Souzát kérte fel, hogy legyen az Exodus énekese. 2004-ben vele rögzítették 12 év után az első Exodus-stúdióalbumot Tempo of the Damned címmel. Egy év koncertezés után Zetro kilépett a zenekarból. Egy telt házas mexikóvárosbeli koncert előtt döntött úgy, hogy nem lép többet színpadra az Exodus énekeseként. Haragban vált el egykori zenekarától, majd 2007-ben a Testament-énekes Chuck Billyvel közösen hozta létre a Dublin Death Patrol nevű formációt, amelyben kettőjükön kívül a Bay Area környékén a nyolcvanas években működő underground metalegyüttesek tagjai is részt vesznek. Első lemezük 2007-ben DDP 4 Life címmel jelent meg, majd 2009-ben a korábbi Strapping Young Lad-tagokat felsorakoztató kanadai-amerikai metalegyüttes, a Tenet énekese lett. Itt a Sovereign című albumon debütált, majd 2011-ben megalakította Hatriot nevű saját zenekarát, amiben rövid ideig Glen Alvelais (ex-Forbidden, Testament) gitáros is közreműködött.
2012-ben a Dublin Death Patrol kiadta második Death Sentence című albumát, majd egy év múlva a Hatriot is debütált a Heroes of Origin albummal. A zenekar érdekessége, hogy a ritmusszekciót Zetro két fia Nick és Cody Souza alkotja. Második albumuk Dawn of the New Centurion címmel, 2014-ben jelent meg az elődjéhez hasonlóan vegyes fogadtatásban részesülve. A Hatriot zenéje nagymértékben hasonlított az Exodus által képviselt thrash metalhoz, bár a kritikák rendre kiemelték, hogy annak színvonalát nem éri el.
2014-ben Rob Dukes távozását követően ismét az Exodus énekese lett, közös albumuk az év októberében jelent meg Blood In, Blood Out címmel. Dukes elmondása szerint Souza és az Exodus újbóli egymásra találásának, csakis anyagi okai voltak. Souza egy 2018-as interjúban kifejtette, hogy Donald Trump elnök támogatójának tartja magát, karakteres, Bon Scottéhoz hasonló hangjáról, pedig úgy nyilatkozott, hogy „nem kellett whiskyt innom, sem szivaroznom, alapból ilyen mély és ráspolyos volt a hangom. Igazság szerint nem csináltam mást, csak Bon Scottot utánoztam. Úgy éneklek, mintha az AC/DC thrash metalt játszana.”

## Diszkográfia

### Exodus
- Pleasures of the Flesh (1987)
- Fabulous Disaster (1989)
- Impact Is Imminent (1990)
- Good Friendly Violent Fun (1991) - koncertlemez
- Lessons in Violence (1992) - válogatáslemez
- Force of Habit (1992)
- Tempo of the Damned (2004)
- Blood In, Blood Out (2014)

### Dublin Death Patrol
- DDP 4 Life (2007)
- Death Sentence (2012)

### Tenet
- Sovereign (2009)

### Hatriot
- Heroes of Origin (2013)
- Dawn of the New Centurion (2014)

### Testament
- Legacy Demo (1985)
- The Legacy (1987) (a legtöbb dalban szerző, bár a lemezen nem énekel)
- First Strike Still Deadly (2001) (énekel az Alone in the Dark és a Reign of Terror dalokban.)